# Phineas Newborn, Jr.
Phineas Newborn, Jr. (14 de diciembre de 1931, Whiteville, Tennessee-26 de mayo de 1989, Memphis, Tennessee) fue un pianista estadounidense de jazz. El crítico de jazz Leonard Feather le consideró uno de los tres pianistas de jazz más importantes de todos los tiempos, junto a Bud Powell y Art Tatum.

## Historial
Tras estudiar piano, trompeta, y saxo tenor y barítono, Newborn comenzó su carrera profesional tocando en bandas de R&B en Memphis con su padre, el batería Phineas Newborn, Sr., y con su hermano, el guitarrista Calvin Newborn, y aparece en las primeras grabaciones de B.B. King a comienzos de la década de 1950. Tras pasar por bandas como las de Lionel Hampton, se trasladó a Nueva York en 1956, donde además de trabajar con Charles Mingus en 1958 y con Roy Haynes, Newborn lideraba sus propias tríos y cuartetos, grabando para Atlantic (1956) y RCA Victor, entre otras casas discográficas, y ganado un Grammy en 1958. Sus bandas han incluido a músicos tan relevantes como Oscar Pettiford, Kenny Clarke, Ray Brown, Paul Chambers y Philly Joe Jones.
A mediados de la década de 1960, Newborn casi desapareció de la escena musical por motivos de salud mental y una lesión a una mano, y no fue hasta finales de la década de 1970 que volvió a gozar de cierta protagonismo en el mundo musical. Según el crítico e historiador de jazz Nat Hentoff, su muerte llevó a la creación de la Jazz Foundation of America, dedicada a ayudar a sufragar los gastos médicos de los grandes del género de jazz.

## Discografía
- 1956: Here Is Phineas - Phineas Newborn Quartet - con Calvin Newborn (g) Oscar Pettiford (bajo) Kenny Clarke (batería) (Atlantic LP 1235, SD 1235)
- 1956: Phineas' Rainbow - Phineas Newborn Quartet - con Calvin Newborn (g) George Joyner (b) Philly Joe Jones (batería) (RCA PM 1421)
- 1957: Phineas Newborn Plays Jamaica (RCA Victor LPM 1589)
- 1958: We Three - Roy Haynes (batería), Phineas Newborn (p), Paul Chambers (bajo) (New Jazz)
- 1958: Fabulous Phineas - Phineas Newborn Quartet with Calvin Newborn (g) George Joyner (b) Denzil Best (batería) - (RCA PM 1873)
- 1961 A World of Piano! (Contemporary S7600)
- 1961: Maggie's Back in Town with Howard McGhee, Leroy Vinnegar, Shelly Manne (OJC 693)
- 1961: Howard McGhee/Teddy Edwards - Together Again! - Teddy Edwards - Howard McGhee Quintet con Ray Brown (b) Ed Thigpen (batería) - (Contemporary M 3588, S 7588; Fantasy OJC 424, OJCCD 424-2)
- 1964: The Newborn Touch (Contemporary S7615)
- 1969: Please Send Me Someone To Love con Ray Brown (b) y Elvin Jones (batería) (Contemporary OJCCD-947-2; S 7622)
- 1978: Look Out - Phineas is Back! (Pablo Records 2310-801 The Phineas Newborn Trío con Ray Brown y Jimmy Smith (1976)